# Роман Боцюрків
Роман Боцюрків (іноді Роман Боцурків; 17 червня 1960, Едмонтон — 5 липня 2003, Ванкувер) — канадський бандурист українського походження. Син Богдана-Ростислава, брат Михайла Боцюрківих.

## Життєпис
Народився 17 червня 1960 року в м. Едмонтон (провінція Алберта, Канада). Його батько — Богдан-Ростислав Боцюрків — відомий канадський історик, політолог, громадський діяч українського походження, уродженець м. Бучач (нині Тернопільська область, Україна).
Освіту здобув у малій духовній семінарії при коледжі святого Володимира (Манітоба), також Греко-католицькій духовній семінарії в Оттаві.
Був вуличним бандуристом. Виступав по Канаді.

### Записи
1. «A Little Bandura Music».(1988)
2. Comfort and Joy (1992)
3. Echoes of Ukraine (1993)
4. Ave Maria (1994), and
5. Magical Stings (1997)
6. Outlaw Angel (2003)